# Spogostylum ochrum
Spogostylum ochrum är en tvåvingeart som beskrevs av David John Greathead 1967.
Spogostylum ochrum ingår i släktet Spogostylum och familjen svävflugor. Inga underarter finns listade i Catalogue of Life.